# 안동시 (2000년 선거구)
안동시는 대한민국의 옛 국회의원 선거구이다. 당시 경상북도 안동시를 관할했다.

## 역사
제16대 국회의원 선거를 앞두고 안동시 갑 선거구와 안동시 을 선거구가 통합되면서 신설되었다.
대한민국 제21대 국회의원 선거를 앞두고 선거구 개편이 일어남에 따라 안동시가 이웃한 예천군과 함께 안동시·예천군 선거구를 형성하게 되면서 폐지되었다.

## 역대 국회의원
| 선거   | 정당 | 정당     | 의원   |
| ------ | ---- | -------- | ------ |
| 2000년 |      | 한나라당 | 권오을 |
| 2004년 |      | 한나라당 | 권오을 |
| 2008년 |      | 무소속   | 김광림 |
| 2012년 |      | 새누리당 | 김광림 |
| 2016년 |      | 새누리당 | 김광림 |

## 역대 선거 결과

### 대한민국 제16대 국회의원 선거
|  | 46.21% |

|  | 38.01% |

|  | 8.00% |

|  | 7.75% |

### 대한민국 제17대 국회의원 선거
|  | 61.60% |

|  | 28.32% |

|  | 6.48% |

|  | 1.97% |

|  | 1.61% |

### 대한민국 제18대 국회의원 선거
|  | 49.68% |

|  | 34.67% |

|  | 12.46% |

|  | 1.94% |

|  | 1.23% |

### 대한민국 제19대 국회의원 선거
|  | 82.49% |

|  | 17.50% |

### 대한민국 제20대 국회의원 선거
|  | 68.66% |

|  | 16.04% |

|  | 15.29% |